# Иванченко, Николай Кузьмич
Николай Кузьмич Иванченко (4 ноября 1904, Киев, Киевская губерния, Российская империя — 4 мая 1970, Киев, Украинская ССР, СССР) — украинский советский архитектор.

## Биография
Родился в 1904 году в Киеве, окончил Киевский художественный институт.
Принимал участие в создании павильона УССР на ВДНХ в Москве (1939, совместно с архитектором Алексеем Тацием), многочисленных мемориальных досок в Киеве, памятников
- Александру Суворову в Измаиле (скульптор Борис Эдуардс, 1913, установлено 1945),
- Ивану Франко в Киеве (1956, скульпторы Оксана Супрун, Анатолий Белостоцкий),
- памятник стратонавтам в Донецке (1953, скульпторы Ефим Белостоцкий, Элиус Фридман, Григорий Пивоваров),
- генералу Гурову в Донецке (1954, скульпторы Ефим Белостоцкий и Элиус Фридман),
- Владимиру Ленину в Донецке (1967, соавтор архитектор В. Иванченко, скульптор Эдвард Кунцевич) и других.

Умер в 1970 году.

## Награды
- Орден «Знак Почёта» (16 сентября 1939 года) — в связи с успешным окончанием работ по строительству Всесоюзной Сельскохозяйственной Выставки[1]

## Изображения

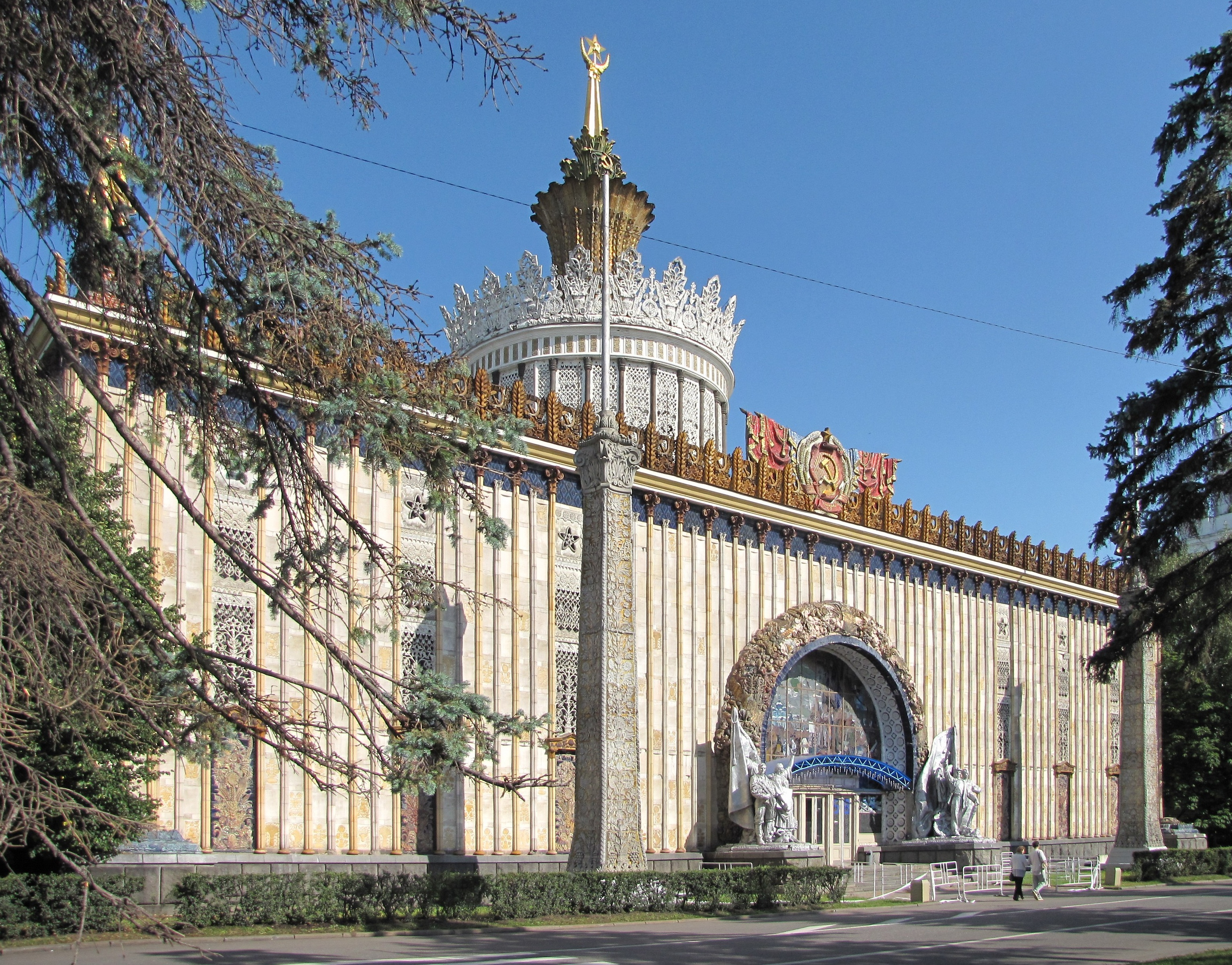
Павильон «Украина» на ВВЦ в Москве
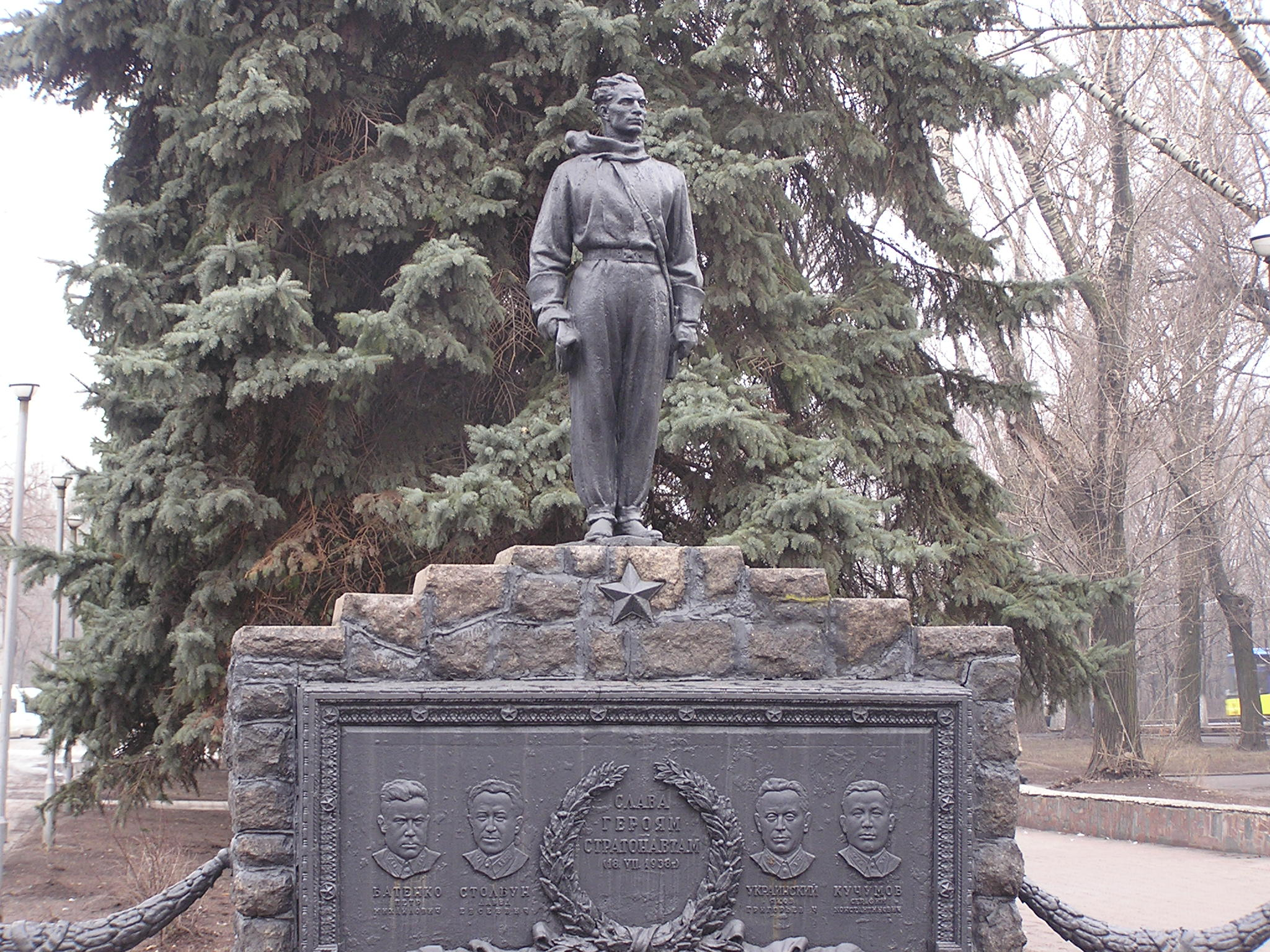
Памятник стратонавтам в Донецке
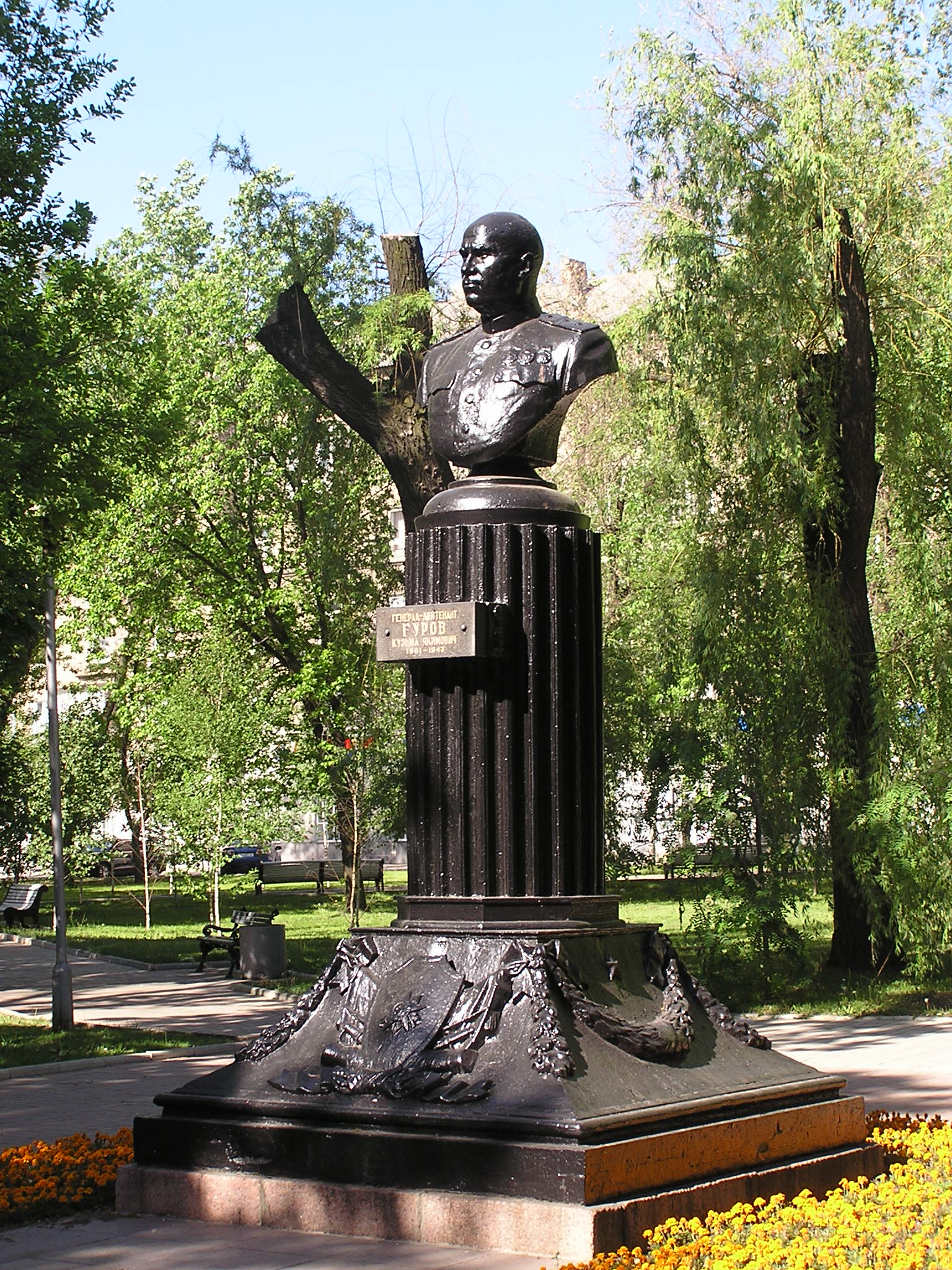
Памятник Гурову